# Kanton Thonon-les-Bains-Est
Kanton Thonon-les-Bains-Est is een voormalig kanton van het Franse departement Haute-Savoie. Het kanton maakte deel uit van het arrondissement Thonon-les-Bains. Het werd opgeheven bij decreet van 13 februari 2014, met uitwerking op 22 maart 2015. De gemeenten werden verdeeld over de nieuwe kantons Thonon-les-Bains en Évian les-Bains.

## Gemeenten
Het kanton Thonon-les-Bains-Est omvatte de volgende gemeenten:
- Armoy
- Bellevaux
- Lullin
- Lyaud
- Marin
- Reyvroz
- Thonon-les-Bains (deels, hoofdplaats)
- Vailly